# Lijst van beelden in Bodegraven-Reeuwijk
Dit is een (onvolledige) chronologische lijst van beelden in Bodegraven-Reeuwijk. Onder een beeld wordt hier verstaan elk driedimensionaal kunstwerk in de openbare ruimte van de Nederlandse gemeente Bodegraven-Reeuwijk, waarbij beeld wordt gebruikt als verzamelbegrip voor sculpturen, standbeelden, installaties, gedenktekens en overige beeldhouwwerken.
Voor een volledig overzicht van de beschikbare afbeeldingen zie: Beelden in Bodegraven-Reeuwijk op Wikimedia Commons.

## Bodegraven-Reeuwijk
| Geplaatst           | Omschrijving                              | Kunstenaar                                            | Straat                                                      | Plaats                            | Materiaal                          | Afbeelding |
| ------------------- | ----------------------------------------- | ----------------------------------------------------- | ----------------------------------------------------------- | --------------------------------- | ---------------------------------- | ---------- |
| 1865                | Sint Willibrord                           | Atelier Cuypers-Stoltzenberg                          | Overtocht 20 (kerk)                                         | Bodegraven                        |                                    |            |
| 1913                | Sint Jozef                                |                                                       | Dorpsweg 28 (vrm klooster)                                  | Reeuwijk-Dorp                     |                                    |            |
| 1933                | Heilig Hartbeeld                          | Herman Walstra                                        | Dorpsweg 22 (kerk)                                          | Reeuwijk-Dorp                     |                                    |            |
| 1961                | Vogel                                     | Sonja Meijer                                          | Dag Hammerskjøldplantsoen (Thorbeckelaan)                   | Reeuwijk-Brug                     |                                    |            |
| 1962                | Gevelmonument voor de Joodse familie Gans |                                                       | Emmakade 133                                                | Bodegraven                        |                                    |            |
| 1970                | Haan, bevrijdingsmonument                 | Alphons van Leeuwen                                   | De Ruyterlaan                                               | Bodegraven                        |                                    |            |
| 1970                | Sporters                                  | Alphons van Leeuwen                                   | Vromade, (Winkelcentrum Broekvelden)                        | Bodegraven                        |                                    |            |
| 1979                | Knor                                      | Alphons van Leeuwen                                   | Baas en Domburgstraat                                       | Bodegraven                        | brons                              |            |
| 1983                | De Getijden - Eb en Vloed                 | Leon Veerman                                          | Kerkstraat bij 67                                           | Bodegraven                        | brons                              |            |
| 1984                | Blanke bolster                            | Leon Veerman                                          | Kerkstraat bij 67                                           | Bodegraven                        |                                    |            |
| 1984/85             | Ganzen                                    | Sonja Meijer                                          | De Reehorst, Treebord 19                                    | Reeuwijk-Brug                     |                                    |            |
| 1985                | Ontsluiting                               | Leon Veerman                                          | Kerkstraat bij 13                                           | Bodegraven                        | brons                              |            |
| 1986                | Bolvariatie 4                             | Leon Veerman                                          | Julianaplantsoen                                            | Bodegraven-Reeuwijk               |                                    |            |
| 1986                | Bolvariatie 5                             | Leon Veerman                                          | Julianaplantsoen                                            | Bodegraven-Reeuwijk               |                                    |            |
| 1987                | Bolvariatie 8                             | Leon Veerman                                          | Julianaplantsoen                                            | Bodegraven-Reeuwijk               | brons                              |            |
| 1987                | Bolvariatie 9                             | Leon Veerman                                          | Julianaplantsoen                                            | Bodegraven-Reeuwijk               | brons                              |            |
| 1989                | Man met baby                              | Jan Vermaat                                           | Koninginneweg 3a                                            | Bodegraven-Reeuwijk               |                                    |            |
| 2000                | Monument 'Vrijheid maak je met elkaar'    | Vijf jongeren uit Bodegraven                          | Raadhuisplein                                               | Bodegraven                        |                                    |            |
| 2002?               | Koe                                       | Jackie Bouw                                           | Albrechtstraat 1                                            | Nieuwerbrug                       |                                    |            |
| 2007                | De Verveners                              | John Rijnen                                           | De Oude Tol / Oudeweg                                       | Reeuwijk-Brug                     |                                    |            |
| 2008                | Balanceren                                | Cees Andriessen (1941-2003)                           | Kerverlandpad                                               | Waarder                           | brons                              |            |
| 2008/2009           | Een paraplu voor geborgenheid             | Corry Ammerlaan-van Niekerk                           | Dag Hammerskjøldplantsoen (Thorbeckelaan)                   | Reeuwijk-Brug                     |                                    |            |
| 2009                | replica Romeinse ruiterhelm               | Alphons van Leeuwen ontwerp , Leon Veerman uitvoering | Willemstraat                                                | Bodegraven                        | brons                              |            |
| 2009                | Samen werken, samen uitblinken            | Theo van Eldik                                        | Reewal 18                                                   | Reeuwijk-Dorp                     |                                    |            |
| 2009 (ca) 3 beelden | Schipbreuk”, Zandruiter”, Redding         | Cor Jong                                              | Pauw Boerefijnpad 2 (voetbalvereniging WDS)                 | Driebruggen                       |                                    |            |
| 2010                | Struggle, Tango, Love and sorrow          | Cor Jong                                              | Zorgcentrum Herbergier, Raadhuisweg 3                       | Reeuwijk-Brug                     |                                    |            |
| 2010                | Struggle, Tango, Love and sorrow          | Cor Jong                                              | Zorgcentrum Herbergier, Raadhuisweg 3                       | Reeuwijk-Brug                     |                                    |            |
| 2010                | Struggle, Tango, Love and sorrow          | Cor Jong                                              | Zorgcentrum Herbergier, Raadhuisweg 3                       | Reeuwijk-Brug                     |                                    |            |
| 2010                | Spuitgast (Vrijwillige brandweer)         | Sonja Meijer                                          | Raadhuisweg 47                                              | Reeuwijk-Brug                     |                                    |            |
| 2011                | 't Vrouwtje van Reeuwijk                  | Sonja Meijer                                          | Dunantlaan, brug                                            | Reeuwijk-Brug                     |                                    |            |
| 2025 (2015)         | Pompen of Verzuipen                       | Mary Buiks                                            | Oudeweg 3, Streekmuseum Reeuwijk                            | Reeuwijk                          | glas, metaal, LED verlichting      |            |
| 2016                | Horen, zien en zwijgen                    | Sonja Meijer                                          | Van Heuven Goedhardstraat 41 (appartementengebouw Westveen) | Reeuwijk-Brug                     | steen                              |            |
| 2018                | Wierickewachter                           | Aalscholvers door houtsnijder Dave Hamsworth          | Wierikepad, bij brug over Enkele Wiericke                   | Driebruggen                       | Hout                               |            |
| 2019                | De fluitiste                              | Cees Andriessen                                       | Van Staverenstraat                                          | Reeuwijk-Brug                     |                                    |            |
| 2020                | Muurschildering Watervogels               | Joost Zwanenburg                                      | N420, Molendijk                                             | Waarder                           |                                    |            |
| 2021                | Reigers (rotondekunst)                    | Tineke van Veen                                       | Molendijk rotonde/verlengde Tuurluur                        | Waarder                           | cortenstaal                        |            |
| 2022                | Octurne 1982                              | Alphons van Leeuwen                                   | Vrije Nesse 1a, (Ouden Huis ‘Rijnleven’)                    | Bodegraven                        |                                    |            |
| 2022                | Romeinse helm                             | Marry Buiks                                           | Raadhuisplein/Nutspasage (gevelkunst)                       | Bodegraven                        | cortenstaal, glas, led verlichting |            |
| 2023                | Kaaskoningin Lien                         | Marry Buiks en Annemiek van Brakel                    | Raadhuisplein 1                                             | Bodegraven                        | beton                              |            |
|                     | Vijversculptuur                           | Alphons van Leeuwen                                   | Raadhuisplein                                               | Bodegraven-Reeuwijk               |                                    |            |
|                     | Bronzen voetstappen van wethouder Karssen | Alphons van Leeuwen                                   | Raadhuisplein                                               | Bodegraven                        | brons                              |            |
|                     | Monument voor Sipke van der Veen          |                                                       | Stationsplein 1                                             | Bodegraven                        |                                    |            |
|                     | Oorlogsmonument                           |                                                       | Bruggemeesterstraat 14                                      | Nieuwerbrug                       |                                    |            |
|                     | Spelende kinderen                         | Harry Boley                                           | Kaarde 13 (vm. school)                                      | Reeuwijk-Brug                     |                                    |            |
|                     | Een ontrolde bladzijde voor gedenken      | P.J. Clerck                                           | Dag Hammerskjøldplantsoen (Thorbeckelaan)                   | Reeuwijk-Brug                     |                                    |            |
|                     | Het gesprek                               | Alphons van Leeuwen                                   | Rijngaarde (bij ingang bejaardentehuis)                     | Bodegraven                        |                                    |            |
|                     | Tweede Wereldoorlog monument              |                                                       | Begraafplaats, Molendijk 32                                 | Waarder                           |                                    |            |
|                     | Wapen van Waarder (gevelsteen)            |                                                       | Dorp 15 (N.H. Kerk)                                         | Waarder                           |                                    |            |
|                     | onbekend                                  | onbekend                                              | Treebord 19                                                 | Reeuwijk-Brug                     |                                    |            |
|                     | onbekend                                  | onbekend                                              | Kon. Wilhelminastraat                                       | Reeuwijk-Brug                     |                                    |            |
|                     | onbekend                                  | onbekend                                              | Raadhuisweg 41                                              | Reeuwijk-Brug                     |                                    |            |
|                     | onbekend                                  | onbekend                                              | Oud Reeuwijkseweg 1                                         | Reeuwijk-Brug                     |                                    |            |
|                     | onbekend                                  | onbekend                                              | Thorbeckelaan                                               | Bodegraven-Reeuwijk Reeuwijk-Brug |                                    |            |